# 舒帕爾卡
48°40′57″N 25°59′51″E / 48.68250°N 25.99750°E
舒帕爾卡（烏克蘭語：Шупарка），是烏克蘭的村落，位於該國西部捷爾諾波爾州，由喬爾特基夫區負責管轄，面積5.97平方公里，海拔高度278米，2001年人口1,907，人口密度每平方公里319.6人。